# Pseudoparatettix inermis
Pseudoparatettix inermis är en insektsart som först beskrevs av Hancock, J.L. 1913.  Pseudoparatettix inermis ingår i släktet Pseudoparatettix och familjen torngräshoppor. Inga underarter finns listade i Catalogue of Life.